# 駒木奈緒美
駒木 奈緒美（こまき なおみ、1983年11月4日 - ）は、神奈川県出身の日本の柔道家。78kg超級の選手。現役時代の身長は165cm。体重92kg。組み手は右組み。得意技は大内刈。

## 人物
柔道は相原中学に入学してから相武館吉田道場で始めた。3年の時には早くも全国中学校柔道大会の56kg超級で3位になった。東海大相模高校へ進むと、1年の時には高校選手権の78kg超級決勝で夙川学院高校2年の上田真央に敗れて2位だったが、2年の時には決勝で汎愛高校1年の杉本美香を破って優勝した。3年の時には全日本ジュニアの78kg級に出場して3位となった。
2002年に東海大学へ進学すると、1年の時には優勝大会で2位となった。2年の時には学生体重別の78kg超級決勝で筑波大学1年の杉本を破って優勝を飾った。3年の時には優勝大会でチームの優勝に貢献すると、講道館杯では3位、ロシア国際では優勝を飾った。4年の時には優勝大会で2位にとどまった。
2006年には綜合警備保障の所属となると、体重別と東アジア選手権でそれぞれ3位になった。2007年には全日本選手権の準決勝で、大学と会社の2年先輩となるアテネオリンピック金メダリストの塚田真希に浮落で敗れるも3位入賞を果たした。続いて環太平洋柔道選手権大会で優勝すると、講道館杯では3位だったが、嘉納杯では5位にとどまった。2008年には体重別で3位、国体成年女子の部では神奈川県チームの一員として2位、2009年には実業個人選手権で2位となった。
引退後は横浜市立共進中学校の教員となった。2012年に岐阜県で開催されたぎふ清流国体成年女子の部では神奈川県チームの監督として、大学時代の後輩にあたる綜合警備保障の田知本愛や自衛隊体育学校の平井希を率いて優勝を勝ち取った。

## 主な戦績
(階級表記のない大会は全て78kg超級での成績)
- 1998年 - 全国中学校柔道大会 3位56kg超級
- 2000年 - 高校選手権 2位
- 2001年 - 高校選手権 優勝
- 2001年 - 全日本ジュニア 3位78kg級
- 2002年 - 優勝大会 2位
- 2003年 - 学生体重別 優勝
- 2004年 - 優勝大会 優勝
- 2004年 - 講道館杯 3位
- 2005年 - ロシア国際 優勝
- 2005年 - 優勝大会 2位
- 2006年 - 体重別 3位
- 2006年 - 東アジア選手権 3位
- 2007年 - 全日本選手権 3位
- 2007年 - 環太平洋柔道選手権大会 優勝
- 2007年 - 講道館杯 3位
- 2007年 - 嘉納杯 5位
- 2008年 - 体重別 3位
- 2008年 - 国体成年女子の部 2位
- 2009年 - 実業個人選手権 2位

(出典、JudoInside.com)。